# Villavicencio
Villavicencio is een stad, vrijwel exact centraal gelegen in Colombia en is de hoofdplaats van het departement Meta.
In 2005 telde Villavicencio 356.464 inwoners.
De stad ligt op de oostelijke flank van de Cordillera Oriental.
De stad werd gesticht in 1840 en is genoemd naar de voorvechter van de onafhankelijkheid, Antonio Villavicencio.
De stad is de zetel van het rooms-katholieke aartsbisdom Villavicencio.

## Economie
In Villavicencio is er industrie: een brouwerij en een zeepfabriek. Er worden producten uit de landbouwstreek Llanos en het oerwoud verhandeld en verwerkt: koffie, rijst, leder.
De stad ligt op 100 kilometer ten zuidoosten van Bogotá en heeft een goede wegverbinding met de hoofdstad. Er is ook een regionale luchthaven.

## Geboren
- Óscar Ruiz (1969), voetbalscheidsrechter